# Metin Tekin
Metin Tekin, född 1964 i Izmit, är en turkisk före detta professionell fotbollsspelare som spelade 34 landskamper för det turkiska landslaget. Mellan 1982 och 1997 spelade Tekin 341 ligamatcher och gjorde 77 ligamål för Beşiktaş JK.